# Grundy Center
Grundy Center – miasto w Stanach Zjednoczonych, w stanie Iowa, siedziba hrabstwie Grundy. W 2000 liczyło 2 596 mieszkańców.